# Piscivorenantiornis
Piscivorenantiornis is een geslacht van uitgestorven vogels uit het Vroeg-Krijt van het huidige China, behorend tot de Enantiornithes.
De enige benoemde soort Piscivorenantiornis inusitatus is de eerste uit de Enantiornithes waarvan gedacht wordt dat het een viseter zou kunnen zijn. Op de steenplaat die het fossiel toont, ligt namelijk een vlek met visbotten die het dier op het moment van zijn dood zou hebben opgespuwd.

## Vondst en naamgeving
In 2016 werd de vondst gemeld bij Dapingfang, in de prefectuur Caoyang in de provincie Liaoning, van het fossiel van een visetende vogel.
In 2017 werd de typesoort Piscivorenantiornis inusitatus benoemd en beschreven door Wang Min en Zhou Zhonghe. De geslachtsnaam verbindt een verwijzing naar de piscivore, dus visetende, levenswijze met het behoren tot de Enantiornithes. De soortaanduiding betekent 'ongebruikelijk' in het Latijn omdat binnen die vogelgroep nooit eerder een viseter was gevonden.
Het holotype IVPP V22582 is vermoedelijk gevonden in een laag van de Jiufotangformatie die dateert uit het Aptien. Het bestaat uit een gedeeltelijk skelet met schedel, samengedrukt op een enkele plaat. Het skelet ligt niet in verband. De schedel is uit elkaar gevallen en stukken ontbreken. Ook de pygostyle, de vergroeiing van de achterste staartwervels, ontbreekt. Het fossiel bewaart wel een soort braakbal met visresten. Door de fragmentatie van het skelet zijn verschillende losse onderdelen juist goed waarneembaar.
In 2020 werd een nieuw exemplaar beschreven.

## Beschrijving

### Grootte en onderscheidende kenmerken
Piscivorenantiornis is een relatief kleine enantiornithe. Hij heeft een vleugelspanwijdte van ongeveer veertig centimeter.
De beschrijvers wisten enkele kenmerken vast te stellen waarin Piscivorenantiornis zich onderscheidt van andere Enantiornithes. Sommige daarvan waren autapomorfieën, unieke afgeleide eigenschappen. De voorste snuitbotten, de praemaxillae, zijn op het voorste vergroeiingsvlak ingekeept. De voorste facetten van de centra van de staartwervels zijn zadelvormig: hol in zijaanzicht en bol overdwars. De onderrand van het voorblad van het darmbeen is recht.
In 2020 werd een bijkomende autapomorfie gemeld: naast het achterhoofdsgat bevinden zich gepaarde groeven, wat uniek is voor de hele Aves.
Daarnaast is er een unieke combinatie van op zich niet unieke kenmerken. Bij het borstbeen heeft de voorrand aan de buitenhoeken gepaarde uitsteeksels terwijl de troggen voor het contact met de ravenbeksbeenderen wijd uiteen staan. De buitenste uitsteeksels van de achterrand van het borstbeen eindigen achteraan in grote driehoekige verbredingen die niet verder reiken dan de achterkant van het zwaardvormig uitsteeksel. Het darmbeen heeft aan de binnenzijde een opvallende bult boven het heupgewricht. Het schaambeen heeft een grote 'voet' met een sterk naar achteren gebogen punt.

### Skelet

#### Schedel
De vorm van de kop is niet geheel duidelijk door het uit elkaar liggen van de schedel. De snuit kan niet erg lang geweest zijn. DE gepaarde praemaxillae zijn van onderen zichtbaar en tonen dat het snuitprofiel tongvormig is en dus niet erg spits. In iedere praemaxilla liggen regelmatig verdeeld vier kleine tandjes. Vóór de neusgaten ligt een paar aderkanalen. Het voorhoofdsbeen is driehoekig met een taps toelopende langgerekte voorste tak. Bij het quadratum is de binnenste onderste gewrichtsknobbel groter dan de buitenste. Het quadratum lijkt niet gepneumatiseerd te zijn; een foramen aan de achterzijde ontbreekt in ieder geval. Het achterhoofd heeft als geheel losgelaten en is fraai van achteren zichtbaar, zij het natuurlijk geheel platgedrukt. Dat laatste verhindert vast te stellen of de schijnbare trapeziumvorm van het grote achterhoofdsgat authentiek is. De beenderen van het achterhoofd zijn naadloos versmolten. De holle exoccipitalia steken zijwaarts uit in kleine slanke processus paroccipitales. Onderaan staan haaks op het lange basisfenoïde korte processus basipterygoidei zijwaarts uit. Onduidelijk is of ze door vervorming van een normale schuin voorwaarts positie zijn gedrongen.

#### Onderkaken
Het dentarium van de linkeronderkaak is bewaard. Het toont in zijprofiel zeven dentaire tanden. De voorste tand is vrij klein. De tweede is abrupt groter. De derde en vierde zijn ongeveer even hoog maar hebben een bredere basis in zijaanzicht. De tweede, derde en vierde tand zijn dolkvormig met een naar achteren knikkende spits. De vijfde, zesde en zeven tand zijn veel kleiner en vormen korte driehoekjes. Ze staan ook verder uit elkaar. Het dentarium heeft aan de buitenzijde een horizontale rij spleetvormige aderkanalen onder de bovenrand lopen. Aan de binnenkant van het dentarium bevindt zich het os spleniale. Het is driehoekig in zijprofiel met een langwerpige voorste tak die ongeveer driemaal zo lang is als het achterste gedeelte. Vrij vooraan ligt aan de bovenrand een ovaal foramen. Dat werd niet homoloog geacht aan dat van meer basale Theropoda omdat basale vogels het missen. Achteraan de onderkaak is het surangulare relatief robuust.

#### Postcrania
Van de nek zijn negen losse halswervels bewaard en het totaal bedroeg minstens tien omdat de draaier niet meer aanwezig is. De eerste halswervel, de ringvormige atlas, heeft schuin naar beneden gerichte korte uitsteeksels voor ribben aan de lange lage wervelboog, een basaal kenmerk. De ribben zelf waren er vermoedelijk niet meer. De groeve voor het gewrichtsvlak met de achterhoofdsknobbel is schuin omhoog gericht. Dit vlak is niet ingekeept maar toont een centrale lage richel tussen liggende ovale uithollingen. De volgende halswervels zijn goed waarneembaar in vooraanzicht of achteraanzicht doordat ze los zijn. De voorste halswervels zijn gekield en hebben aan het voorste facet zadelvormige gewrichtsvlakken maar holle vlakken aan de achterzijde. Bij sommige verwanten zijn beide facetten heterocoel. Bij de achterste halswervels is het centrum breder dan hoog. Het voorste gewrichtsfacet is sterk heterocoel waarbij de kromming precies omgekeerd is als bij moderne vogels: van boven naar beneden hol en overdwars bol. De kromming komt dus overeen met die van de achterkant bij huidige vogels en is ook van alle andere fossiele vogels onbekend. De vorm van de wervels lijkt echter uit te sluiten dat men voorkant en achterkant verwisseld heeft. Bij veel Enantiornithes is de morfologie van de halswervels niet te controleren doordat de hals nog in verband ligt of de wervels alleen van bezijden zichtbaar zijn. De functie van deze omkering was de beschrijvers onduidelijk. Het zou de beweeglijkheid van de nek echter niet hebben aangetast.
De, minstens negen, ruggenwervels tonen geen pleurocoelen. Ze hebben de centraal gelegen parapofysen, voorste ribfacetten, die typisch zijn voor Enantiornithes. Het synsacrum omvat zeven of acht sacrale wervels. Ze hebben een lengtegroeve op de onderzijde. Naar achteren verandert de oriëntatie van de zijuitsteeksels van haaks tot schuin naar achteren gericht.
Er zijn zes staartwervels bewaard. Het gaat hier om de 'losse' wervel vóór het vergroeide pygostyle dat in het fossiel ontbreekt. Deze voorste staarwervels hebben geen achterste gewrichtsuitsteeksels maar de voorste gewrichtsuitsteeksels steken een halve centrumlengte naar voren uit. De zijuitsteeksels steken schuin naar achteren uit en zijn ieder langer dan de breedte van het wervellichaam.
Bij het schouderblad is het bovenste uiteinde naar achteren gebogen in plaats van recht. De processus acromialis heeft een halvemaanvormig facet voor het contact met het vorkbeen. Deze furcula is Y-vormig waarbij de voorste punt, het hypocleidum, een derde heeft van de lengte van de takken die een hoek van 50 graden met elkaar maken. Het vorkbeen raakte volgens een studie uit 2022 het ravenbeksbeen niet zodat het foramen triosseum niet geheel gesloten was. Dit zou wellicht ook bij andere Enantiornithes het geval kunnen zijn geweest en zou een goede heffing van de vleugel vermoedelijk niet belemmerd hebben. Het tot één grote beenplaat vergroeide borstbeen is goed zichtbaar en vormt een ingewikkelde structuur die bij iedere soort van de Enantiornithes een eigen specifieke vorm heeft. Bij Piscivorenantiornis draagt de voorrand geen scherp uitsteeksel in de vorm van een centrale punt of cristospina. Wel vormt de voorrand een stompe punt. De voorrand gaat niet geleidelijk krommend in de zijkanten over maar in een plotse knik zodat er scherpe voorste hoeken ontstaan. De zijkanten hebben een licht hol profiel. Naar achteren lopen ze uit in lange uitsteeksels, de trabeculae laterales. Die zijn aan hun uiteinden vrij strek verbreed maar de verbreding doet zich voornamelijk aan de binnen zijde voor. Zo ontstaan scherpe schuin naar binnen en achteren gerichte punten. Tussen deze buitenste uitsteeksels heeft de achterrand twee grote inhammen die ongeveer 40 procent van de lengte van het borstbeen naar voren lopen. Aan de voorrand van iedere inham bevindt zich een tweede, veel kleiner, uitsteeksel of trabecula medialis, een schuin naar binnen gerichte tand vormend. Het is in vergelijking met veel verwanten relatief kort en dicht bij het zijuitsteeksel gelegen. In het midden van de achterrand ligt een centraal zwaardvormig uitsteeksel, het xifoïde dat echter, aangezien het borstbeen eigenlijk uit gepaarde sterna bestaat, ook wel als een vergroeiing van twee mediane trabeculae wordt gezien. Dit reikt bij Piscivorenantiornis even ver naar achter als de zijuitsteeksels en eindigt in een geleidelijke verbreding die recht is afgesneden. Het is daarmee in feite niet "zwaardvormig". De middenrichel van het borstbeen, de carina die de vliegspieren verankerde, is relatief laag, niet hoger dan het zijuitsteeksel breed is op het dunste punt van zijn schacht. Naar achteren loopt de carina over het hele zwaardvormige uitsteeksel en naar voren tot over de helft van het borstbeen, zich gevorkt splitsende, een typisch kenmerk van de Enantiornithes. Het fossiel toont ook buikribben.
Het opperarmbeen is ruim vier centimeter lang; de ellepijp nog wat langer. Het opperarmbeen heeft een vrij korte deltopectorale kam, slechts een derde van de schachtlengte beslaand. De kam is ook vrij laag. Het gewrichtsvlak is sterk afgeschuind. Het onderste uiteinde is sterk overdwars verbreed waarbij beide gewrichtsknobbels overdwars uitsteken en die voor het contact met het spaakbeen meer naar voren steekt. De ellepijp is vrijwel even robuust als het opperarmbeen. Het mediale uiteinde ervan kromt sterk richting spaakbeen. De formule van de vingerkootjes is onzeker. Het eerste kootje van de eerste vinger lijkt minder ver te reiken dan het uiteinde van het tweede middenhandsbeen.
Het bekken is sterk vergroeid. Het darmbeen heeft een voorblad met een rechte in plaats van holle onderrand zoals bij veel verwanten. De bult direct boven het heupgewricht is ook bij specimen PVL 4042 aanwezig dat aan een Enantiornis sp. is toegewezen. Piscivorenantornis heeft nog de meer basale bult daar weer boven, die bij PVL 4042 secundair ontbreekt. Het schaambeen staat schuin naar achteren onder een hoek van 57 graden. De 'voet' ervan heeft een basale vorm als van een golfstick. Bij de meeste verwanten is de voet veel kleiner. Het zitbeen is kaarsrecht. Het onderste derde deel is plots vernauwd. Aan de bovenste achterrand steekt een uitsteeksel naar boven tot aan het achterblad van het darmbeen zodat daar een foramen ilioischiadicum wordt omsloten.
Het kuitbeen heeft een vlakke binnenzijde zonder uitholling. Het tweede en vierde middenvoetsbeen hebben een bollere zoolzijde dan het derde. Tweede en derde middenvoetsbeen hebben onderaan een scharniergewricht maar bij het vierde is dat versimpeld tot een eenvoudige punt.

### Braakbal
Bij het fossiel is onder het rechteropperarmbeen een structuur zichtbaar die in 2016 werd beschreven als een braakbal. Als die identificatie correct is, betreft het volgens de beschrijvers de oudste braakbal die van een vogel bekend is en de eerste uit het Mesozoïcum. Aan die claim deden ze overigens zelf afbreuk door tegelijkertijd aan te geven dat een braakbal was aangetroffen bij een specimen van Piscivoravis. De structuur is een ovale zone met een lengte van 22,6 en een breedte van 7,1 millimeter. Een bruine kleur doet de zone afsteken tegen de verder lichtgrijze kleur van de steenplaat en suggereert dat de braakbal als een compact geheel werd afgescheiden. In de zone zijn visbotten zichtbaar waaronder wervels en doornuitsteeksels. Het grootste deel bestaat uit kleine fragmenten. De botten lijken afkomstig van de kleine vissoort Lycoptera die in de Jiufotangformatie algemeen te vinden is. Aan genomen werd dat de braakbal of vlak voor of tijdens het sterven werd uitgebraakt.

## Fylogenie
Piscivorenantiornis werd in de Enantiornithes geplaatst als mogelijke zustersoort van Pterygornis. Een cladistische analyse vond ook waarschijnlijke stambomen met een nauwe verwantschap tot Dunhuangia waarbij die soms een engere klade vormde met Pterygornis. Piscivorentiaornis stond volgens de analyse in ieder geval boven Eoenantiornis en onder Zhouornis in de stamboom.
In 2020 werd Piscivorenantiornis gevonden als het zustertaxon van een klade bestaande uit Pterygornis dapingfangensis en Mirusavis parvus.

## Levenswijze
In 2016 werd uit de aanwezigheid van de braakbal geconcludeerd dat de vogel een viseter was. Hij zou zijn prooi in zijn geheel hebben ingeslikt. Het uitbraken wees erop dat de maag verdeeld was in een voormaag ofwel ventriculus en een spiermaag ver achter in de buikholte. De voormaag zou die delen welke de nauwe doorgang naar de darmen niet konden passeren opeengeperst hebben en in één massa weer door de slokdarm naar voren gestuwd, die ze dan weer verder verwijderd zou hebben in een proces van antiperistalsis, een omgekeerde peristaltiek. Dat is overigens niet verwonderlijk want ook krokodilachtigen hebben zo'n verdeling die daarbij direct vaststelbaar is bij de meer basale dinosauriër Scipionyx. Uit het feit dat coprolieten van dinosauriërs vaak botresten bevatten, leidden de beschrijvers echter af dat de krokodillen dit systeem apart van de vogels zouden hebben ontwikkeld.